# Мікко Коуса
Мікко Коуса (фін. Mikko Kousa; 11 травня 1988, м. Лахті, Фінляндія) — фінський хокеїст, захисник. Виступає за «Берн» у НЛА.
Вихованець хокейної школи «Кієккорейпас». Виступав за «Пеліканс» (Лахті), ГеКі (Гейнола), ГІФК (Гельсінкі), «Торпедо» (Нижній Новгород), МОДО, «Лукко», «Медвещак».
В чемпіонатах Фінляндії — 304 матчі (41+79), у плей-оф — 51 матч (4+16). 
У складі національної збірної Фінляндії учасник EHT 2012. У складі молодіжної збірної Фінляндії учасник чемпіонату світу 2008.
Досягнення
- Чемпіон Фінляндії (2011).